# Ванджелисти, Винченцо
Винченцо Ванджелисти (итал. Vincenzio Vangelisti; ок. 1740, Флоренция — 1798) — итальянский гравёр академического направления, педагог. Работал в техниках офорта, резца и сухой иглы.

## Биография
Винченцо родился во Флоренции, столице Тосканы. В молодости посетил Париж, где стал учеником Игнацио Хугфорда и Иоганна Георга Вилле. Император Леопольд II Австрийский пригласил его в 1766 году в Милан, где он стал профессором Академии изящных искусств Брера, а в 1790 году — первым директором основанной герцогом Школы гравюры при Академии. Винценцо Ванджелиста работал в основном в репродукционной гравюре: выполнял гравюры по живописным оригиналам Рафаэля, Агостино Карраччи и других известных художников.
Однако его дебют оказался неудачным, отчасти из-за замкнутого и угрюмого характера. Гравёр Рафаэль Морген неодобрительно отозвался о его работах, а в 1798 году школа была закрыта.
В том же году, в порыве отчаяния, Ванджелиста покончил жизнь самоубийством, испортив перед этим оставшиеся медные пластины.
Среди его учеников были Джузеппе Лонги, ставший его преемником в должности профессора, а также Фаустино и Пьетро Андерлони.